# Nudo de Salomón

Nudo de Salomón básico.

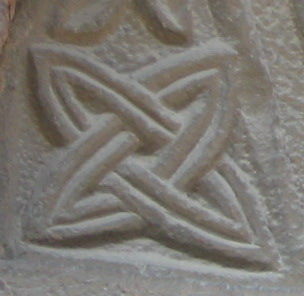
Talla del nudo de Salomón en Almenno San Bartolomeo (Italia).

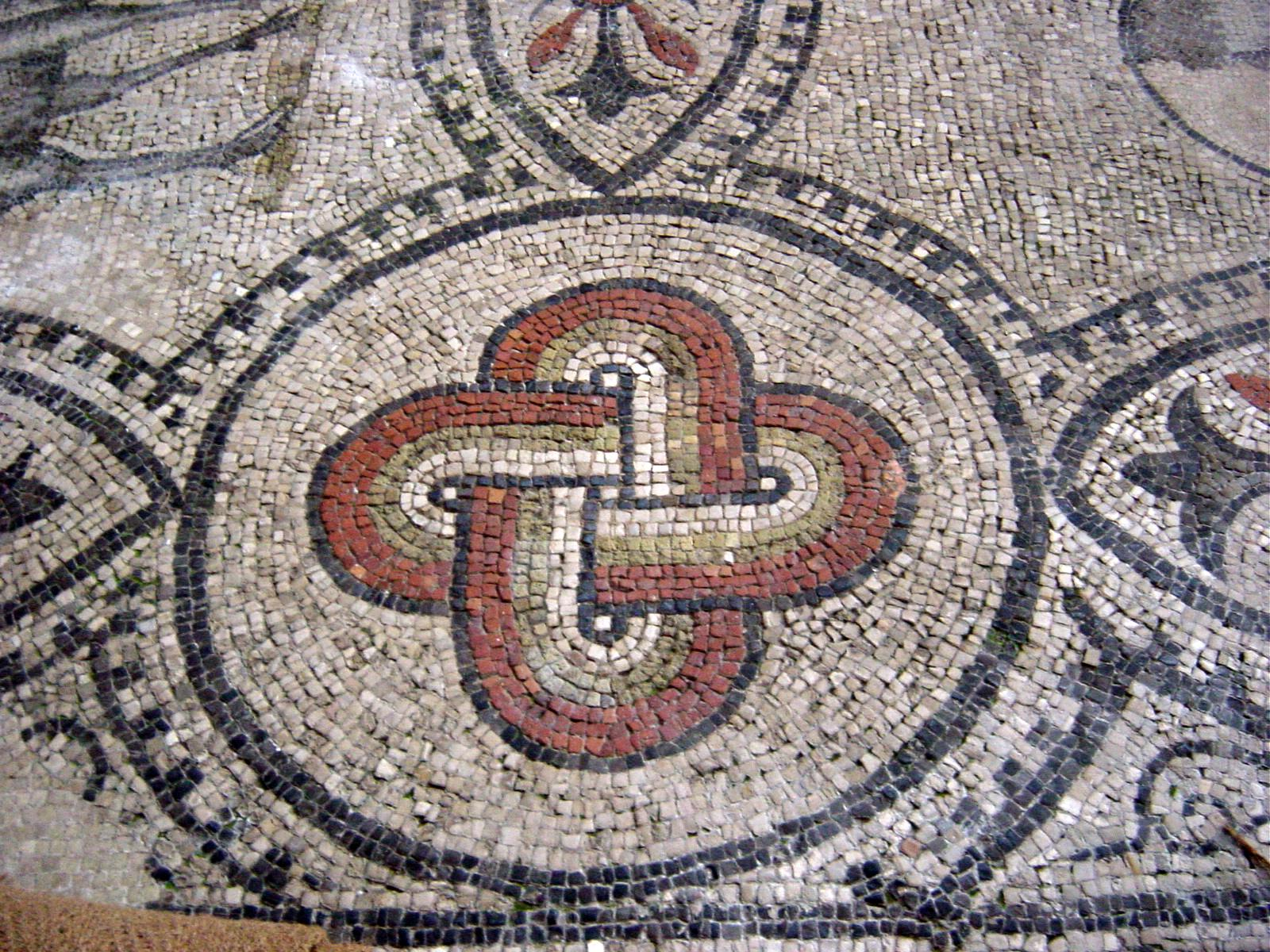
Antiguo mosaico romano en Aquileia (Italia).

Nudo de Salomón decorativo.

El nudo de Salomón (en latín: sigillum Salomonis) es el nombre común de un motivo decorativo tradicional utilizado desde la antigüedad, y que fue adoptado por numerosas culturas. A pesar de su nombre, en realidad se lo clasifica como un eslabón, y no es un nudo verdadero de acuerdo a las definiciones de la teoría matemática de los nudos.

## Estructura
El nudo de Salomón consiste de dos lazos cerrados, los cuales se encuentran dos veces entrelazados de manera intercalada. Es decir, si se lo coloca sobre una superficie plana, el nudo de Salomón posee cuatro cruces en los cuales los dos lazos se entrelazan por debajo y por encima del otro (en contraposición con los dos cruces que posee el eslabón de Hopf).
En la mayoría de las representaciones artísticas, las partes de los lazos que en forma alternativa se cruzan son los lados de un cuadrado central, mientras que los cuatro lóbulos se extienden hacia afuera en las cuatro direcciones. Los cuatro lóbulos pueden tener forma oval, cuadrada, o triangular, o pueden tener extremos en forma de formas libres tales como hojas, alas, lóbulos etc.